# Parmain
Parmain is een gemeente in Frankrijk. Het ligt aan de rivier de Oise, binnen aan de grens van het Parc naturel régional du Vexin français. Er liggen ter hoogte van Parmain twee eilanden in de Oise, die bij de gemeente L'Isle-Adam aan de overkant van de Oise horen. Beide gemeenten vormen een geheel.
Parmain heeft een station: station L'Isle-Adam - Parmain.

## Kaart
De onderstaande kaart toont de ligging van Parmain met de belangrijkste infrastructuur en aangrenzende gemeenten.

## Demografie
Onderstaande figuur toont het verloop van het inwonertal, bron: INSEE-tellingen. 

## Websites
- (fr)  Statistische informatie op de website van INSEE

1. ↑  Populations de référence 2022.